# LeFaso.net
Lefaso.net est un média en ligne burkinabé fondé par Cyriaque Paré et Abdel-Azize Ouédraogo afin de « donner une grande visibilité à l’actualité [du Burkina Faso], grâce à une utilisation appropriée des TIC »,.  

## Histoire
Le portail d’informations est créé en 1999 sous le nom de « Burkinet.com » ; détruit par des pirates, il est relancé sous son nom actuel le 20 octobre 2003 par des bénévoles, jusqu'en 2010, date à laquelle trois actionnaires le transforme en société à responsabilité limitée avec un capital d'un million de franc CFA,.

## Structure et audience
Lefaso.net a une trentaine d’employés et une vingtaine de journalistes et dispose d'un réseau de correspondants à Bobo-Dioulasso, en France, en Allemagne, aux Etats-Unis, en Côte d’Ivoire et en Espagne.
En 2018, il est le site burkinabè le plus visité (après les plateformes américaines comme Google ou Facebook) avec 50 000 visites par jour. Le 26 octobre 2019, le portail inaugure un studio afin de réaliser des vidéos pour développer sa plateforme Web TV. Cette plateforme est d'ailleurs présente sur PlayStore. 
Le faso.net possède des comptes sur Facebook et Twitter, sur lesquels il publie régulièrement.  

## Récompenses
Le 22 décembre 2011, le Conseil supérieur de la communication lui décerne la médaille de chevalier de l’ordre du mérite des arts, lettres et communication.